# بلكرات (مقاطعة تشالوس)
بلكرات (بالفارسية: پل‌کرات) هي قرية تقع في قسم كلارستاق الشرقي الريفي (مقاطعة تشالوس) في إيران. يقدر عدد سكانها بـ 32 نسمة بحسب إحصاء 2016.